# NGC 5884

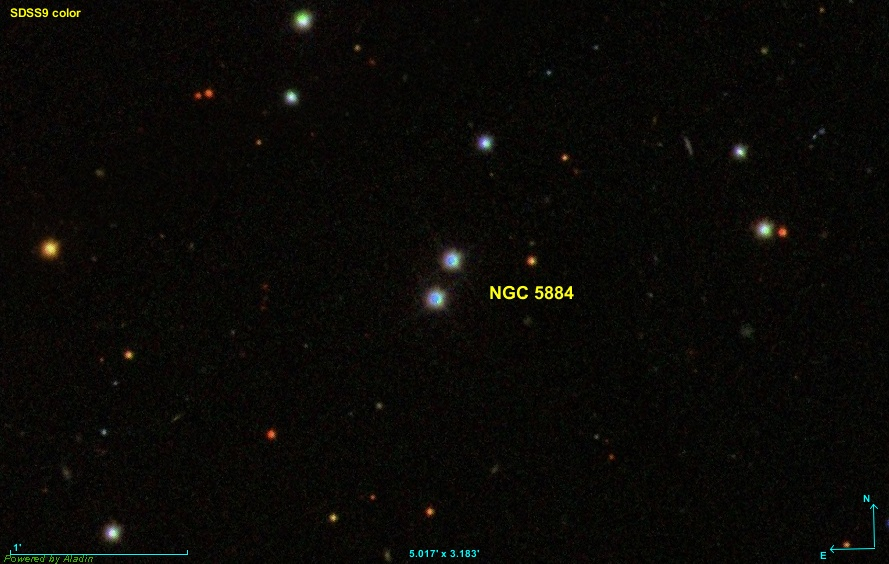
Imagem gerada utilizando o software Aladin Sky Atlas do Centro de Dados Astronômicos de Estrasburgo e dados públicos do SDSS (Levantamento Digital do Céu Sloan)

NGC 5884 é uma estrela dupla na direção da constelação de Boötes. O objeto foi descoberto pelo astrônomo Gerhard Lohse em 1886, usando um telescópio refrator com abertura de 15,5 polegadas.